# Сингулярное разложение

Геометрический смысл сингулярного разложения в двумерном случае.

Сингуля́рное разложе́ние —  определённого типа разложение прямоугольной матрицы, имеющее широкое применение, в силу своей наглядной геометрической интерпретации, при решении многих прикладных задач.
Переформулировка сингулярного разложения, так называемое разложение Шмидта, имеет приложения в квантовой теории информации, например, в запутанности.
Сингулярное разложение матрицы {\displaystyle M} позволяет вычислять сингулярные числа данной матрицы, а также левые и правые сингулярные векторы матрицы {\displaystyle M}:
- левые сингулярные векторы матрицы {\displaystyle M} — это собственные векторы матрицы {\displaystyle MM^{*}};
- правые сингулярные векторы матрицы {\displaystyle M} — это собственные векторы матрицы {\displaystyle M^{*}M}.

Где {\displaystyle M^{*}}— эрмитово-сопряжённая матрица к матрице {\displaystyle M}, для вещественной матрицы {\displaystyle M^{*}=M^{T}}.
Сингулярные числа матрицы не следует путать с собственными числами той же матрицы.
Сингулярное разложение является удобным при вычислении ранга матрицы, ядра матрицы и псевдообратной матрицы.
Сингулярное разложение также используется для приближения матриц матрицами заданного ранга.

## Определение
Пусть матрица {\displaystyle M} порядка {\displaystyle m\times n} состоит из элементов из поля {\displaystyle K}, где {\displaystyle K} — либо поле вещественных чисел, либо поле комплексных чисел.

### Сингулярные числа и сингулярные векторы
Неотрицательное вещественное число {\displaystyle \sigma } называется сингулярным числом матрицы {\displaystyle M}, когда существуют два вектора единичной длины {\displaystyle u\in K^{m}} и {\displaystyle v\in K^{n}} такие, что:
{\displaystyle Mv=\sigma u,} и {\displaystyle M^{*}u=\sigma v.}
Такие векторы {\displaystyle u} и {\displaystyle v} называются, соответственно, левым сингулярным вектором и правым сингулярным вектором, соответствующим сингулярному числу {\displaystyle \sigma }.

### Разложение матрицы
Сингулярным разложением матрицы {\displaystyle M} размера {\displaystyle m\times n} является разложение следующего вида
{\displaystyle M=U\Sigma V^{*},}
где {\displaystyle \Sigma } — матрица размера {\displaystyle m\times n} с неотрицательными элементами, у которой элементы, лежащие на главной диагонали — это сингулярные числа, а все элементы, не лежащие на главной диагонали, нулевые, матрицы {\displaystyle U} (размера {\displaystyle m}) и {\displaystyle V} (размера {\displaystyle n}) — это две унитарные матрицы, состоящие из левых и правых сингулярных векторов соответственно ({\displaystyle V^{*}} — эрмитово-сопряжённая матрица к {\displaystyle V}).

## Пример
Пусть дана матрица:
{\displaystyle M={\begin{bmatrix}1&0&0&0&2\\0&0&3&0&0\\0&0&0&0&0\\0&4&0&0&0\end{bmatrix}}}
Одним из сингулярных разложений этой матрицы является разложение {\displaystyle M=U\Sigma V^{*}}, где матрицы {\displaystyle U}, {\displaystyle \Sigma } и {\displaystyle V^{*}} следующие:
{\displaystyle U={\begin{bmatrix}0&0&1&0\\0&1&0&0\\0&0&0&-1\\1&0&0&0\end{bmatrix}},\quad \Sigma ={\begin{bmatrix}4&0&0&0&0\\0&3&0&0&0\\0&0&{\sqrt {5}}&0&0\\0&0&0&0&0\end{bmatrix}},\quad V^{*}={\begin{bmatrix}0&1&0&0&0\\0&0&1&0&0\\{\sqrt {0.2}}&0&0&0&{\sqrt {0.8}}\\0&0&0&1&0\\-{\sqrt {0.8}}&0&0&0&{\sqrt {0.2}}\end{bmatrix}},}
так как матрицы {\displaystyle U} и {\displaystyle V} унитарны ({\displaystyle UU^{*}=I} и {\displaystyle VV^{*}=I}, где {\displaystyle I} — единичная матрица), а {\displaystyle \Sigma } — прямоугольная диагональная матрица, то есть {\displaystyle \Sigma _{ij}=0}, если {\displaystyle i\neq j}.

## Геометрический смысл
Пусть матрице {\displaystyle A} поставлен в соответствие линейный оператор. Сингулярное разложение можно переформулировать в геометрических терминах. Линейный оператор, отображающий элементы пространства {\displaystyle \mathbb {R} ^{n}} в себя, представим в виде последовательно выполняемых линейных операторов вращения и растяжения. Поэтому компоненты сингулярного разложения наглядно показывают геометрические изменения при отображении линейным оператором {\displaystyle A} множества векторов из векторного пространства в себя или в векторное пространство другой размерности.
Для более визуального представления рассмотрим сферу {\displaystyle S} единичного радиуса в пространстве {\displaystyle \mathbb {R} ^{n}}. Линейное отображение {\displaystyle T} отображает эту сферу в эллипсоид пространства {\displaystyle \mathbb {R} ^{m}}. Тогда ненулевые сингулярные значения диагонали матрицы {\displaystyle \Sigma } являются длинами полуосей этого эллипсоида. В случае когда {\displaystyle n=m} и все сингулярные величины различны и отличны от нуля, сингулярное разложение линейного отображения {\displaystyle T} может быть легко проанализировано как последствие трех действий: рассмотрим эллипсоид {\displaystyle T(S)} и его оси; затем рассмотрим направления в {\displaystyle \mathbb {R} ^{n}}, которые отображение {\displaystyle T} переводит в эти оси. Эти направления ортогональны. Вначале применим изометрию {\displaystyle \mathbf {v} ^{*}}, отобразив эти направления на координатные оси {\displaystyle \mathbb {R} ^{n}}. Вторым шагом применим эндоморфизм {\displaystyle \mathbf {d} }, диагонализированный вдоль координатных осей и расширяющий/сжимающий эти направления, используя длины полуосей {\displaystyle T(S)} как коэффициенты растяжения. Тогда произведение {\displaystyle \mathbf {d} \otimes \mathbf {v} ^{*}} отображает единичную сферу на изометричный эллипсоид {\displaystyle T(S)}. Для определения последнего шага {\displaystyle u} просто применим изометрию к этому эллипсоиду так, чтобы перевести его в {\displaystyle T(S)}. Как можно легко проверить, произведение {\displaystyle \mathbf {u} \otimes \mathbf {d} \otimes \mathbf {v} ^{*}} совпадает с {\displaystyle T}.

## Приложения

### Псевдообратная матрица
Сингулярное разложение может быть использовано для нахождения псевдообратных матриц, которые применяются, в частности, в методе наименьших квадратов.
Если {\displaystyle M=U\Sigma V^{*}}, то псевдообратная к ней матрица находится по формуле:
{\displaystyle M^{+}=V\Sigma ^{-1}U^{*},}
где {\displaystyle \Sigma ^{-1}} — псевдообратная к матрице {\displaystyle \Sigma }, получающаяся из неё заменой каждого диагонального элемента {\displaystyle \sigma } на обратный к нему: {\displaystyle \sigma ^{-1}} и транспонированием.

### Приближение матрицей меньшего ранга
В некоторых практических задачах требуется приближать заданную матрицу {\displaystyle M} некоторой другой матрицей {\displaystyle M_{k}} с заранее заданным рангом {\displaystyle k}. Известна следующая теорема, которую иногда называют теоремой Эккарта — Янга.
Если потребовать, чтобы такое приближение было наилучшим в том смысле, что евклидова норма разности матриц {\displaystyle M} и {\displaystyle M_{k}} минимальна, при ограничении {\displaystyle {\mbox{rank}}(M_{k})=k}, то оказывается, что наилучшая такая матрица {\displaystyle M_{k}} получается из сингулярного разложения матрицы {\displaystyle M} по формуле:
{\displaystyle M_{k}=U\Sigma _{k}V^{*},}
где {\displaystyle \Sigma _{k}} — матрица {\displaystyle \Sigma }, в которой заменили нулями все диагональные элементы, кроме {\displaystyle k} наибольших элементов.
Если элементы матрицы {\displaystyle \Sigma } упорядочены по невозрастанию, то выражение для матрицы {\displaystyle M_{k}} можно переписать в такой форме:
{\displaystyle M_{k}=U_{k}\Sigma _{k}V_{k}^{*},}
где матрицы {\displaystyle U_{k}}, {\displaystyle \Sigma _{k}} и {\displaystyle V_{k}} получаются из соответствующих матриц в сингулярном разложении матрицы {\displaystyle M} обрезанием до ровно {\displaystyle k} первых столбцов.
Таким образом видно, что приближая матрицу {\displaystyle M} матрицей меньшего ранга, мы выполняем своего рода сжатие информации, содержащейся в {\displaystyle M}: матрица {\displaystyle M} размера {\displaystyle m\times n} заменяется меньшими матрицами размеров {\displaystyle m\times k} и {\displaystyle k\times n} и диагональной матрицей с {\displaystyle k} элементами. При этом сжатие происходит с потерями — в приближении сохраняется лишь наиболее существенная часть матрицы {\displaystyle M}.
Во многом благодаря этому свойству сингулярное разложение и находит широкое практическое применение: в сжатии данных, обработке сигналов, численных итерационных методах для работы с матрицами, методе главных компонент, латентно-семантическом анализе и прочих областях.

## Сокращенное представление
Для матрицы {\displaystyle M} порядка {\displaystyle m\times n} при необходимости приближения матрицей ранга {\displaystyle r} меньшего чем {\displaystyle n}  часто используют компактное представление разложения:
{\displaystyle M=U_{r}\Sigma _{r}V_{r}^{*}.}
Вычисляются только {\displaystyle r} столбцов {\displaystyle U} и {\displaystyle r} строк {\displaystyle V^{*}}. Остальные столбцы {\displaystyle U} и строки {\displaystyle V^{*}} не вычисляются. Это экономит большое количество памяти при {\displaystyle r\ll n}.
Приведем пример, допустим {\displaystyle m} это количество пользователей, каждый из которых проставил часть оценок фильмам, общее количество которых будем обозначать {\displaystyle n}, тогда матрица (сильно разреженная, т. к. каждый пользователь оценил лишь малую часть фильмов) будет обозначаться {\displaystyle M} и иметь достаточно большую размерность {\displaystyle [m\times n]}. 
При желании работать с матрицей меньшей размерности мы должны вычислить сингулярное разложение:
{\displaystyle M=U\Sigma V^{*}} при этом матрица {\displaystyle \Sigma } как было сказано ранее является диагональной. После чего, если мы хотим сохранить только {\displaystyle 90\%} информации, то мы должны взять {\displaystyle r}, таким образом, чтобы сумма квадратов первых элементов {\displaystyle \Sigma } была {\displaystyle 90\%} от общей суммы всех квадратов диагональных элементов {\displaystyle \Sigma }.
Таким образом мы получим {\displaystyle U} размерностью {\displaystyle [m\times r]} (взяв {\displaystyle r} столбцов), {\displaystyle \Sigma } с размерностью {\displaystyle [r\times r]} и {\displaystyle V^{*}} с  {\displaystyle [r\times n]}. После, вместо матрицы {\displaystyle M} мы можем манипулировать матрицей {\displaystyle M'=U\Sigma } с меньшей размерностью {\displaystyle [m\times r]}, которую часто интерпретируют, как матрицу оценок пользователей по категориям фильмов.

## Программные реализации
Численные алгоритмы нахождения сингулярного разложения встроены во многие математические пакеты. Например, в системах MATLAB и GNU Octave его можно найти командой 
[U, S, V] = svd(M);

SVD входит в список основных методов многих математических библиотек, в том числе свободно распространяемых. 

Так, например, существуют реализации
- В GNU Scientific library (GSL):

https://www.gnu.org/software/gsl/manual/html_node/Singular-Value-Decomposition.html 

- Во framework'е ROOT, разрабатываемом в CERN и широко используемом в научной среде:

https://root.cern.ch/root/htmldoc/guides/users-guide/LinearAlgebra.html#svd 

- В библиотеке Intel® Math Kernel Library (Intel® MKL).

https://software.intel.com/en-us/intel-mkl 

- В библиотеке numpy для линейной алгебры в Python:

https://numpy.org/doc/stable/reference/generated/numpy.linalg.svd.html
- В библиотеке для машинного обучения tensorflow:

https://www.tensorflow.org/api_docs/python/tf/linalg/svd
- И некоторые другие

https://tedlab.mit.edu/~dr/SVDLIBC/ 

http://www.alglib.net/matrixops/general/svd.php 

### Статьи
- Статья о сингулярном разложении на machinelearning.ru
- Статья на MathWorld и пример использования для сжатия изображения. (англ.)

### Лекции on-line
- Лекция о сингулярном разложении в контексте метода главных компонент, Хайдельбергский университет, проф. Fred Hamprecht (англ.)